# François Écoiffier
François Écoiffier (Prada, Conflent, 28 de juny de 1851 - Perpinyà 23 de juliol de 1913) va ser un metge, industrial i polític nordcatalà. Va ser batlle de Tuïr de 1892 a 1902.

## Biografia
Nasqué a Prada d'una família de notables i propietaris, es doctorà en medicina el 1883 i es va instal·lar com a metge a Tuïr. Aleshores es casà amb Thérèse Violet, hereva dels establiments Byrrh, que en gran part van augmentar la seva fortuna, que va invertir en diverses activitats locals: l'agricultura a Alenyà, el termalisme (es converteix en principal accionista dels Banys de Toès i Molig), mines de ferro del Canigó i electricitat, de les quals es converteix en un pioner participant en la creació de centrals elèctriques i en l'electrificació de diversos pobles, creant llavors una empresa de distribució que serà absorbida el 1946 per EDF.
Va ser alcalde de Tuïr de 1892 a 1902. També posseeix una importantíssima col·lecció de llibres i documents originals sobre la Història dels Rosselló i finança les excavacions arqueològiques del departament. És membre del Club Alpí Francès. Una avinguda de Tuïr porta el seu nom.